# Benín en los Juegos Olímpicos de Pekín 2008
Benín estuvo representado en los Juegos Olímpicos de Pekín 2008 por un total de 5 deportistas, 3 hombres y 2 mujeres, que compitieron en 3 deportes.
La portadora de la bandera en la ceremonia de apertura fue la atleta Fabienne Feraez. El equipo olímpico beninés no obtuvo ninguna medalla en estos Juegos.